# Anne-Lise Stern
Anne-Lise Stern (nacida como Anneliese Stern: 16 de julio de 1921 - 6 de mayo de 2013) fue una psicoanalista francesa y sobreviviente del Holocausto.

## Vida

### Primeros años
Anneliese Stern nació en Berlín y luego pasó los primeros doce años de su vida en Mannheim, donde sus padres se mudaron poco después de su nacimiento. Ella creció en una atmósfera familiar de creatividad intelectual.
Heinrich (más tarde Henri) Stern (1893-1948), su padre era psiquiatra freudiano . Su madre, nació en Käthe Ruben (1893-1968), trabajaba como enfermera. Su abuela materna, Regina Ruben, era una militante feminista y marxista, y una "compañera de armas" para Clara Zetkin y Rosa Luxemburgo. Durante su infancia, ambos padres eran miembros del Partido Socialdemócrata, mientras que su abuela Regina, a quien Anneliese más tarde dedicó parte de su trabajo escrito, se había unido al Partido Comunista recientemente establecido.

## Vuelo desde Alemania nazi
Los nazis tomaron el poder en enero de 1933 y no perdieron el tiempo transformando al país en una dictadura de partido único . Al igual que los populistas de todas las épocas, los nazis habían obtenido apoyo público sobre los pilares gemelos de la esperanza y el odio. El odio, dirigido a opositores políticos y judíos, se convirtió en una base de la política del gobierno mucho más rápido de lo que muchos creían posible, y unas pocas semanas después de la toma de posesión nazi, Heinrich Stern, que ahora se desempeñaba en el ayuntamiento local, fue arrestado. Tres meses después fue puesto en libertad sin cargos. El día de su liberación, los Sterns abandonaron Alemania con su hija y se establecieron inicialmente con familiares en París . La secretaria del Dr. Stern, Käthe Seitz, se quedó en Alemania y se opuso a los nazis. Fue asesinada por decapitación.

## Francia y la guerra
Desde París, los Sterns se mudaron a Blois en mayo de 1933 y comenzaron a construir nuevas vidas. Más tarde se trasladaron a Lyon y de allí a Niza . Anne-Lise dominó rápidamente el idioma y aprobó sus exámenes de bachillerato. Hacia fines de 1938, ella y sus padres obtuvieron la ciudadanía francesa. En el otoño de 1939, Francia (y Gran Bretaña) declararon la guerra a Alemania : tuvo tiempo de comenzar su año de calificación preuniversitaria (PCB) en Tours, pero en mayo de 1940, después de más de medio año de la llamada falsedad guerra (en espera), el ejército alemán invadió y rápidamente sobrepasó el norte de Francia. Con millones de personas más, los Sterns se unieron rápidamente al éxodo a la "zona libre" en la mitad sur del país que se gobernó durante los siguientes cuatro años como un estado títere (inicialmente semiautónomo) de Vichy. Para entonces, los Sterns estaban usando versiones francesas de sus nombres. Henri Stern se unió a la resistencia francesa en el área alrededor de Albi. En 1943, Anne-Lise vivía en Niza, donde se hizo amiga de Eva Freud, nieta del emblemático Sigmund Freud . Los dos trabajaron juntos entre noviembre de 1943 y marzo de 1944 como secretarios en el casino municipal . Más tarde, en 1944, Eva murió de sepsis después de un aborto, y se le negó el tratamiento hospitalario. (Olivier Freud y su familia, como los Sterns, clasificados como judíos por los nazis y por las autoridades de Vichy, vivían como refugiados en el sur de Francia) 
Más al oeste, el padre de Anne-Lise, el Dr. Henri Stern, pudo concentrarse en la comida y cuidar a los internos en Gurs . Originalmente, el campamento se había establecido para dar cabida a los combatientes "internacionalistas" que regresaban de la guerra civil española y ahora se estaba utilizando para retener refugiados políticos y raciales de la Alemania nazi. No hubo ninguno de los asesinatos sistemáticos que se estaban convirtiendo en una característica de los llamados campos de exterminio en Alemania, y la seguridad, al menos antes de 1942, dependía principalmente de la posición extremadamente aislada del campo. Hubo historias de presos que visitaban libremente el pueblo más cercano durante el día y regresaban al campamento por las noches. Pero las condiciones eran básicas y la comida escaseaba. Henri Stern pudo extraer del campo a su propia madre y otras cinco mujeres de Mannheim . Los alojó en una casa que alquiló para ese propósito en Gelos, cerca de Pau . También colaboró con el Abbé Glasberg, un contacto de la Resistencia que se sabe que trabaja con el OSE y el Cimade, para tratar de rescatar a los niños que habían sido internados en Gurs.
Durante la segunda mitad de 1942, un gran ejército alemán fue destruido en Stalingrado y un ejército angloamericano masivo invadió el norte de África . En Francia, el ejército alemán reaccionó asumiendo el control del sur de Francia del gobierno de Vichy . En las calles se hizo cada vez más difícil evitar encontrarse con oficiales de la Gestapo y sus colaboradores franceses. Anne-Lise Stern ahora vivía bajo una identidad falsa y, después de la muerte de su amiga Eva Freud, se dirigió a París a principios de 1944. Aquí alguien la denunció ante las autoridades como judía. Fue arrestada el 1 de abril de 1944.

## Campos de concentración
Anne-Lise Stern fue deportada a Auschwitz-Birkenau en el convoy 71, que partió de Drancy (cerca de París) el 13 de abril de 1944. De los aproximadamente 1.500 deportados, se cree que 105 todavía estaban vivos cuando la guerra terminó en 1945. Sus compañeros de viaje incluyeron a 34 de los niños de Izieu, reunidos una semana antes por orden de Klaus Barbie : los niños fueron gaseados a su llegada a Auschwitz-Birkenau. Otra de las compañeras de viaje que sobrevivieron a los campos fue Simone Jacob, generalmente identificada en las fuentes por su posterior nombre de casada como Simone Veil.
Permaneció en Auschwitz-Birkenau hasta el otoño de 1944. Ante el avance implacable del ejército soviético, las autoridades ahora tomaron la decisión de evacuar los campos de concentración en la parte oriental de Alemania, que incluía a Silesia . Fue incluida en un convoy enviado a Bergen-Belsen . A partir de ahí, con las otras mujeres de su cuadra, en febrero de 1945 fue trasladada a Raguhn, un campo de trabajos forzados junto a Buchenwald. En abril de 1945, fue enviada en un convoy que tardó una semana en llegar a Theresienstadt .
La guerra terminó en mayo de 1945 y Anne-Lise Stern, liberada por el ejército rojo, regresó a Francia y llegó a París el 2 de junio de 1945. Sus padres habían sobrevivido los dos años del Holocausto. Otros miembros de la familia no. La hermana de su madre, Ilse, fue asesinada en Auschwitz . En Moscú, otra de las hermanas de su madre, la ginecóloga y destacada defensora de los derechos al aborto, Martha Ruben-Wolff, se suicidó en 1939 después de que su esposo fuera calificado inesperadamente de espía antisoviético y "purgado".

## Años de posguerra
Durante el verano de 1945, Anne-Lise Stern, que todavía tenía solo 24 años, escribió varios ensayos sustanciales sobre sus experiencias en el campo de concentración. Posteriormente se agruparon y publicaron en un solo volumen como "Textes du retour" (libremente "Ensayos sobre el regreso a casa"). Pierre Vidal-Naquet consideró que la pequeña recopilación "coincidía con los picos de la literatura del campo de concentración, junto con versiones francófonas de obras de Primo Levi ," Ravensbrück "de Germaine Tillion, junto con" le Grand Voyage "y" Quel beau dimanche "de Jorge Semprún . A pesar de su repentino éxito como escritora, y no obstante el asiento en primera fila que se había visto obligada a ocupar con respecto a la salvajemente cruel experimentación médica de Josef Mengele en Auschwitz-Birkenau, Anne-Lise Stern nunca se apartó de su larga ambición de seguir su padre en la profesión médica.
Cuando Anne-Lise Stern salió de Alemania, su padre hizo el viaje opuesto, nombró a un médico del ejército y le ordenó visitar varios de los campos de concentración / muerte nazis. Henri Stern regresó con algunos informes notables, pero no pudo completar la tarea antes de morir de cáncer en 1948, con el apoyo de su hija y de tan solo 55 años.

## Psicoanalista no convencional
Stern se formó como psicoanalista con Maurice Bouvet . Sus maestros y mentores posteriores incluyeron a Françoise Dolto y Jacques Lacan. En 1953 conoció a Jenny Aubry, pionera en psicoanálisis infantil en Francia, y se unió a su equipo, trabajando inicialmente en el Hospital Bichat, y luego en el Hospital para Niños Enfermos en París. Se centró principalmente en niños hospitalizados crónicamente psicóticos. Se convenció de una conexión profunda entre las experiencias del holocausto y el sufrimiento mental extremo que había provocado en los niños afectados, y en consecuencia asumió los casos más difíciles. El psicoanálisis, aprendido de los principales practicantes de la época, se convirtió en la pasión de su vida. Era una admiradora particular de Jacques Lacan, a quien atribuía haber restablecido el psicoanálisis después de Auschwitz. En 1964 se unió a la École Freudienne de Paris de Lacan.
Impulsados por los "eventos" (grandes disturbios y huelgas callejeras) de mayo de 1968, en 1969 Stern, con un grupo de simpatizantes, incluidos los analistas Pierre Alien et Renaude Gosset, creó el "Laboratoire de psychanalyse", un centro de tratamiento para pacientes indigentes. La iniciativa fue conscientemente política. Se proporcionaron sesiones de tratamiento a precios muy bajos. Su madre había muerto en 1968 y financió el proyecto con el "pago de reparaciones" que su madre había recibido del gobierno de Alemania Occidental para compensar la pérdida de la práctica médica de su padre bajo el gobierno de Hitler. Entre 1972 y 1978 trabajó como psicoterapeuta en el Departamento de pacientes drogadictos, dirigida por Claude Olievenstein en el Hospital Marmottan de París.
Paralelamente a su trabajo en el hospital, se hizo cada vez más conocida dentro y fuera de los círculos médicos como una participante destacada en la École Freudienne de Paris, a través de sus contribuciones en simposios y a través de artículos contribuidos a Les Temps modernes y otras revistas favorecidas por las clases intelectuales .
En 1979, alarmado por las manifestaciones públicas en Francia de la negación del Holocausto, comenzó a realizar seminarios regulares bajo el título colectivo, "Los campos, la historia, el psicoanálisis: sus conexiones con los acontecimientos contemporáneos en Europa". El primero de ellos se llevó a cabo en su departamento, luego de lo cual la casa más grande del psicoanalista Danièle Lévy se convirtió en el lugar. Los participantes en esos primeros días incluyeron a Suzanne Hommel, Liliane Kandel, Maria Landau, Fernand Niedermann, Michèle Ruty, Françoise Samson, Nicole Sels, Michel Thomé y Liliane Zolty. Stern utilizó estos seminarios para estudiar documentos contemporáneos relacionados con el Holocausto. A partir de 1992, por iniciativa de Isac Chiva, los seminarios se llevaron a cabo durante muchos años en la Escuela de Altos Estudios en Ciencias Sociales ( "Escuela de Estudios Avanzados en Ciencias Sociales" ) en un barrio de la margen izquierda de París.
En 2004 apareció el libro de Anne-Lise Stern "Le savoir-déporté" ( libremente "El conocimiento deportado" ). Junto con sus ensayos psicoanalíticos publicados entre 1963 y 2003, constituye un informe coherente de sus experiencias en los campos de concentración. Las narraciones son objetivas, sin intentos gratuitos de comentario o explicación. En otros capítulos, describe su adolescencia antes de la guerra, incluido su período de estudio truncado en Tours y los encuentros más importantes que tuvo antes de su deportación a los campos en Alemania en 1944. El libro permite al lector compartir la visión de la autora de una "experiencia de renacimiento" resultante de la deportación y sus consecuencias, lo que proporcionó el contexto global para su trabajo posterior como psicoanalista. Ella presenta el Holocausto no como una forma mal definida de "gran historia" para ser discutida por los estudiosos de la historia, sino como una realidad psiquiátrica.

## Producción
- Le savoir-déporté. Campamentos, historia, psicoanálisis , producido por Nadine Fresco y Martine Leibovici, Edition Seuil (Colección Librairie du XXIe siecle), París 2004,.
- Ei Warum, Ei Darum: Oh, por qué. En: Stuart Liebman (Hrsg. ): Shoah de Claude Lanzmann: Ensayos clave. Oxford University Press, 2007, S. 95ff. (inglés)
- Früher mal ein deutsches Kind ... passée du camp chez Lacan. Versuch einer Hinübersetzung . Berliner Brief Nr. 2 de noviembre de 1999, Freud-Lacan-Gesellschaft Berlin Archivado el 27 de octubre de 2014 en Wayback Machine.
- ¿Reparando Auschwitz, a través del psicoanálisis? En: Estrategias. Una revista de teoría, cultura y política. Nr. 8, 1995/1996, S. 41–52.
- Punto de sutura (sobre la película La vida es bella de R. Benigni). Carnets de l'Ecole de psychanalyse Sigmund Freud Nr. 21/22, 1999
- Sois déportée ... et témoigne! Psychanalyser, témoigner: doble enlace? en: La Shoah: témoignage savoirs, oeuvres. herausgegeben von Annette Wieviorka y Claude Mouchard, Cercil Press Universitaires de Vincennes, Orleans 1999,.
- Le savoir-déporté. Entretien avec Martine Leibovici. en: ¿ Des experiencias internas para quelles modernité? herausgegeben vom Centre Roland-Barthes París (Essais), Éd. nouvelles Cécile Defaut, Nantes 2012,.